# Kanton Montauban-5
Kanton Montauban-5 (francouzsky Canton de Montauban-5) je francouzský kanton v departementu Tarn-et-Garonne v regionu Midi-Pyrénées. Tvoří ho pouze část města Montauban.